# Andrea Migno
Andrea Migno, né le 10 janvier 1996 à Cattolica, est un pilote de vitesse moto italien.

## Statistiques

### Par saison
(Mise à jour après le Grand Prix moto des Pays-Bas 2022)
| Sais  | Cat.  | Moto     | Course | Vict | Pod | Pole | M.tour | Pts | Class | Titre |
| ----- | ----- | -------- | ------ | ---- | --- | ---- | ------ | --- | ----- | ----- |
| 2013  | Moto3 | FTR      | 2      | 0    | 0   | 0    | 0      | 0   | NC    | -     |
| 2014  | Moto3 | Mahindra | 7      | 0    | 0   | 0    | 0      | 8   | 25e   | -     |
| 2015  | Moto3 | KTM      | 18     | 0    | 0   | 0    | 0      | 35  | 19e   | -     |
| 2016  | Moto3 | KTM      | 18     | 0    | 2   | 0    | 0      | 63  | 17e   | -     |
| 2017  | Moto3 | KTM      | 18     | 1    | 1   | 0    | 1      | 118 | 9e    | -     |
| 2018  | Moto3 | KTM      | 18     | 0    | 1   | 0    | 0      | 84  | 11e   | -     |
| 2019  | Moto3 | KTM      | 19     | 0    | 2   | 1    | 1      | 78  | 13e   | -     |
| 2020  | Moto3 | KTM      | 15     | 0    | 0   | 0    | 0      | 60  | 15e   | -     |
| 2021  | Moto3 | Honda    | 18     | 0    | 3   | 2    | 1      | 110 | 10e   | -     |
| 2022  | Moto3 | Honda    | 11     | 1    | 2   | 1    | 1      | 77  | 8e    | -     |
| Total |       |          | 143    | 2    | 11  | 4    | 4      | 633 |       |       |

### Statistiques par catégorie
(Mise à jour après le Grand Prix moto des Pays-Bas 2022)
| Catégorie | Année | 1er GP   | 1er Podium | 1re Victoire | Courses | Victoires | Podiums | Pole | M.tours¹ | Points | Titres |
| --------- | ----- | -------- | ---------- | ------------ | ------- | --------- | ------- | ---- | -------- | ------ | ------ |
| Moto3     | 2013- | CAT 2013 | NED 2016   | ITA 2017     | 143     | 2         | 11      | 4    | 4        | 633    | 0      |
| Total     | 2013- |          |            |              | 143     | 2         | 11      | 4    | 4        | 633    | 0      |

### Résultats détaillés
| Année | Catégorie | Moto     | 1       | 2       | 3       | 4      | 5      | 6       | 7       | 8      | 9       | 10     | 11      | 12      | 13     | 14      | 15      | 16      | 17      | 18      | 19     | 20  | Pos | Pts |
| ----- | --------- | -------- | ------- | ------- | ------- | ------ | ------ | ------- | ------- | ------ | ------- | ------ | ------- | ------- | ------ | ------- | ------- | ------- | ------- | ------- | ------ | --- | --- | --- |
| 2013  | Moto3     | FTR      | QAT     | AME     | ESP     | FRA    | ITA    | CAT 25  | NED     | GER    | IND     | CZE 26 | GBR     | RSM     | ARA    | MAL     | AUS     | JPN     | VAL     |         |        |     | NC  | 0   |
| 2014  | Moto3     | Mahindra | QAT     | AME     | ARG     | ESP    | FRA    | ITA     | CAT     | NED    | GER     | IND    | CZE     | GBR Ab. | RSM 8  | ARA Ab. | JPN Ab. | AUS 17  | MAL Ab. | VAL 18  |        |     | 25e | 8   |
| 2015  | Moto3     | KTM      | QAT 24  | AME 12  | ARG 17  | ESP 21 | FRA 9  | ITA 15  | CAT 28  | NED 12 | GER 21  | IND 20 | CZE 13  | GBR 15  | RSM 13 | ARA 9   | JPN 20  | AUS Ab. | MAL 24  | VAL 11  |        |     | 19e | 35  |
| 2016  | Moto3     | KTM      | QAT 17  | ARG 29  | AME 15  | ESP 11 | FRA 7  | ITA 10  | CAT 18  | NED 3  | GER Ab. | AUT 25 | CZE 12  | GBR Ab. | RSM 15 | ARA 11  | JPN 24  | AUS Ab. | MAL Ab. | VAL 3   |        |     | 17e | 63  |
| 2017  | Moto3     | KTM      | QAT 6   | ARG 5   | AME 12  | SPA 6  | FRA 8  | ITA 1   | CAT 8   | NED 14 | GER 16  | CZE 11 | AUT 21  | GBR 8   | RSM 9  | ARA 11  | JPN 13  | AUS 14  | MAL 6   | VAL 16  |        |     | 9e  | 118 |
| 2018  | Moto3     | KTM      | QAT 10  | ARG 13  | AME 4   | SPA 13 | FRA 2  | ITA 5   | CAT Ab. | NED 26 | GER 12  | CZE 20 | AUT Ab. | GBR C   | RSM 9  | ARA 12  | THA 11  | JPN 13  | AUS 13  | MAL 16  | VAL 14 |     | 11e | 84  |
| 2019  | Moto3     | KTM      | QAT 14  | ARG 11  | AME 3   | SPA 10 | FRA 5  | ITA Ab. | CAT Ab. | NED 19 | GER 19  | CZE 7  | AUT 26  | GBR 17  | RSM 13 | ARA 16  | THA NC  | JPN 10  | AUS Ab. | MAL Ab. | VAL 2  |     | 13e | 78  |
| 2020  | Moto3     | KTM      | QAT 16  | SPA 4   | AND 22  | CZE 14 | AUT 12 | STY 13  | RSM 10  | EMR 8  | CAT Ab. | FRA 5  | ARA Ab. | TER 18  | EUR 12 | VAL 7   | POR 21  |         |         |         |        |     | 15e | 60  |
| 2021  | Moto3     | Honda    | QAT Ab. | DOA 4   | POR 3   | SPA 4  | FRA 11 | ITA Ab. | CAT Ab. | GER 5  | NED Ab. | STY 17 | AUT Ab. | GBR Ab. | ARA 6  | RSM 3   | AME 10  | EMI Ab. | ALR 2   | VAL 18  |        |     | 10e | 110 |
| 2022  | Moto3     | KTM      | QAT 1   | IND Ab. | ARG Ab. | AME 3  | POR 7  | ESP 14  | FRA 10  | ITA 4  | CAT Ab. | GER 11 | NED 15  | GBR     | AUT    | RSM     | ARA     | JPN     | THA     | AUS     | MAL    | VAL | 8e  | 77  |

Système d’attribution des points
| Position | 1er | 2e | 3e | 4e | 5e | 6e | 7e | 8e | 9e | 10e | 11e | 12e | 13e | 14e | 15e |
| Points   | 25  | 20 | 16 | 13 | 11 | 10 | 9  | 8  | 7  | 6   | 5   | 4   | 3   | 2   | 1   |

| Couleur | Résultat                     |
| ------- | ---------------------------- |
| Or      | Vainqueur                    |
| Argent  | 2e place                     |
| Bronze  | 3e place                     |
| Vert    | Terminé, dans les points     |
| Bleu    | Terminé, pas dans les points |
| Violet  | Abandon (Ab.) ou (Ret)       |
| Violet  | Non classé (NC)              |
| Rouge   | Pas qualifié (DNQ)           |
| Noir    | Disqualifié (DSQ)            |
| Blanc   | Pas au départ (DNS)          |
| Blanc   | Forfait (WD)                 |
| Blanc   | N'a pas participé (DNP)      |
| Blanc   | Blessé (INJ)                 |
| Blanc   | Exclu (EX)                   |
| Blanc   | Course annulée (C)           |

## Palmarès

### Victoires en Moto3: 2
| Année | Lieu du Grand Prix       | Circuit                         | Ville   |
| ----- | ------------------------ | ------------------------------- | ------- |
| 2016  | Grand Prix moto d'Italie | Circuit du Mugello              | Mugello |
| 2022  | Grand Prix moto du Qatar | Circuit international de Losail | Losail  |